# Mohamed Al-Gafequi
Muhammad Ibn Qassoum Ibn Aslam Al-Gafequi (¿?, Belalcázar - 1165, Córdoba) fue un oculista andalusí. Su nombre Al-Gafequi proviene de Gafeq, como era conocida su ciudad natal, la actual Belalcázar, en época andalusí.
Era experto en la operación de cataratas, en las enfermedades oculares y el iris. Se formó tanto en Córdoba como en Bagdad, aunque regresó a la capital cordobesa para desarrollar su trabajo. Del mismo modo sería una de las primeras personas en realizar una cirugía ocular al extraer una catarata de cuya operación dejó testimonio.
La ciudad de Córdoba levantó un busto en su honor en 1965 obra del escultor Miguel Arjona Navarro con motivo del VIII centenario de su fallecimiento, situado en la plaza del Cardenal Salazar en la Judería de Córdoba. El busto fue restaurado en 2014.

## Guía del oculista
Al-Gafequi estudió las obras de Hipócrates, así como a los autores Hunayn ibn Ishaq, Avicena o el cordobés Albucasis. Durante su peregrinación a La Meca, consideró que no existía un libro que almacenara todo el saber de la oftalmología, hecho que le llevó a escribir su célebre tratado Guía del oculista, cuya copia se conserva en la biblioteca del Monasterio de El Escorial y otra en El Cairo y continúa siendo analizado por los especialistas.Esta obra estuvo dedicada a su hijo Ahmad Al-Gafeq, quien también se convirtió en un célebre botánico y farmacólogo. La obra está dividida en seis capítulos:
1. Recomendaciones de Hipócrates y temperamento natural y accidental del ojo.
2. Configuración de los órganos del ojo.
3. Movimiento y reposo del cuerpo, alimentos y bebidas, sueño y vigilia.
4. Enfermedades y accidentes que afectan al ojo.
5. Clasificación de las enfermedades y cómo tratarlas: colirios, pomadas, etc.
6. Tratamiento del ojo.